# Újma

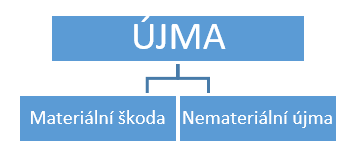
Pojem újmy

Újma v českém právu může být majetkového i nemajetkového charakteru. Újma na jmění se označuje pojmem škoda. Odpovědnost za újmu a její náhrada je obecně stanovena v § 2894–2971 občanského zákoníku, pro oblast pracovněprávních vztahů v § 248–275 zákoníku práce. Zvláštní odpovědnost za způsobenou újmu je stanovena advokátům v § 24 zákona o advokacii, notářům v § 57 notářského řádu, soudním exekutorům v § 32 exekučního řádu a odpovědnost za škodu způsobenou při výkonu veřejné moci rozhodnutím nebo nesprávným úředním postupem určuje zákon č. 82/1998 Sb. Ve smyslu § 1 odst. 1 občanského zákoníku uplatnění soukromoprávní odpovědnosti za újmu poškozeným nevylučuje samostatnou veřejnoprávní, např. trestněprávní odpovědnost škůdce.

## Odpovědnost za újmu
Obecně platí, že každý má povinnost si počínat tak, aby nedocházelo k nedůvodným újmám. Určitými výjimkami z tohoto principu prevence je jednání v nutné obraně nebo krajní nouzi. V opačném případě a při splnění zákonných předpokladů nastupuje odpovědnost nahradit vzniklou újmu. Těmito předpoklady jsou:
1. protiprávní jednání (delikt) nebo škodní událost
2. vznik újmy
3. příčinná souvislost (kauzální nexus) mezi protiprávním jednáním škůdce nebo škodní událostí a vzniklou újmou
4. zavinění (buď úmyslné, nebo nedbalostní)

Protiprávní jednání může spočívat v porušení dobrých mravů, zákona nebo uzavřené smlouvy. Co se týče zavinění, vždy pro vznik odpovědnosti postačí nedbalost, ledaže zákon výslovně požaduje úmysl. V některých případech je zákonem stanovena odpovědnost bez ohledu na zavinění škůdce, jde o tzv. objektivní odpovědnost, přímou odpovědnost za následek jednání nebo dokonce i jen za následek události, která vznikla bez jednání škůdce. Je tomu tak vždy v případě porušení smluvní povinnosti a dále např. při škodě způsobené provozní činností nebo vadou věci. I v těchto případech se ale lze odpovědnosti většinou zprostit (tzv. liberovat) prokázáním toho, že došlo k naplnění zákonných liberačních důvodů, např. způsobila-li škodu vyšší moc. Naopak stát či územně samosprávný celek se své odpovědnosti za výkon veřejné moci, která spočívá buď v nesprávném úředním postupu, včetně průtahů v řízení, nebo v nezákonném rozhodnutí, zprostit nemůže.
Jestliže se o nároku na náhradu újmy vede občanské soudní řízení, protiprávní jednání nebo škodní událost, vznik újmy a příčinnou souvislost mezi nimi musí prokázat žalobce (poškozený). Zavinění občanský zákoník předpokládá (presumuje), avšak žalovaný škůdce se může ze své odpovědnosti vyvinit (tzv. exkulpace), pokud prokáže, že škodu nezavinil. V pracovněprávních vztazích zavinění zaměstnance prokazuje zaměstnavatel, ledaže jde o odpovědnost za schodek na svěřených hodnotách, které je zaměstnanec povinen vyúčtovat, nebo za ztrátu svěřených věcí.

## Náhrada újmy
Škodu je nutné nahradit vždy, nemajetkovou újmu jen tehdy, bylo-li to předem ujednáno nebo stanoví-li tak výslovně zákon, jako je tomu při újmě na přirozených právech člověka. Jestliže je škůdců několik, hovoří se o pluralitě škůdců a nastupuje tzv. solidární odpovědnost za způsobenou újmu, tj. všichni škůdci odpovídají společně a nerozdílně (poškozený může náhradu škody vymáhat po kterémkoli z nich a nahradí-li škodu jeden škůdce, zprostí se odpovědnosti vůči poškozenému i všichni ostatní). Škůdce, který škodu nahradil, má však vůči ostatním škůdcům sám nárok na náhradu, tzv. regres (také zaměstnavatel vůči zaměstnancům nebo stát vůči úředním osobám, hradí-li za ně). Jen výjimečně může soud rozhodnout o dělené odpovědnosti za škodu, např. pokud se škůdci na vzniku škody podíleli nerovnoměrně a nebylo by spravedlivé zavázat k solidární náhradě i ty škůdce, jejichž podíl je minimální. Byla-li škoda způsobena také zaviněním poškozeného, nese ji poškozený poměrně, tzn. že škůdce mu nahradí pouze část způsobené škody. Pokud je škoda způsobena výlučně zaviněním poškozeného, nese ji sám, tzn. že škůdce mu nemusí hradit nic. České právo na rozdíl od např. anglosaského právního prostředí neumožňuje tzv. sankční (punitivní) odškodnění, jehož účelem je vedle funkce reparační uložit škůdci sankci, a zabránit tak opakování protiprávního jednání (funkce prevenční). Občanský zákoník ve svém ustanovení § 2957 pouze umožňuje zohlednit mimořádné okolnosti konkrétního případu a přiznat náhradu, která odpovídá zvýšené újmě poškozeného.
Náhrada škody (odškodnění) se přednostně provádí uvedením do původního stavu (restitutio in integrum), není-li to dobře možné nebo požaduje-li to poškozený, poskytuje se peněžitá (relutární) náhrada. Rozlišuje se přitom tzv. skutečná škoda (damnum emergens), tedy hodnota, o kterou se majetek poškozeného reálně zmenšil, a ušlý zisk (lucrum cessans), majetkový prospěch, jehož by poškozený jinak dosáhl, kdyby ke škodě nedošlo. Při určení výše skutečné škody se vychází z obvyklé ceny v době poškození, došlo-li k tomu ale svévolně nebo ze škodolibosti, hradí se tzv. cena zvláštní obliby (pretium affectionis), v níž se zohledňuje i emocionální vztah poškozeného k věci. Nelze-li výši škody určit přesně, stanoví ji podle spravedlivého uvážení jednotlivých okolností případu soud. Ten má také tzv. moderační právo, kdy může výši náhrady z důvodů zvláštního zřetele hodných přiměřeně snížit. U zaměstnance je výše náhrady zákonem omezena na maximálně čtyřapůlnásobek jeho průměrného měsíčního výdělku, ledaže škodu způsobil úmyslně, v opilosti nebo po zneužití jiných návykových látek.
Náhrada nemateriální újmy (odčinění) se poskytuje ve formě přiměřeného zadostiučinění, které může být poskytnuto i v penězích. V případě újmy na zdraví se jednorázově hradí bolestné, náklady spojené s péčí o zdraví a vznikla-li poškozenému i překážka lepší budoucnosti, pak navíc náhrada ztížení společenského uplatnění. Opětovnými plněními jsou náhrada za ztrátu na výdělku po dobu dočasné pracovní neschopnosti, náhrada za ztrátu na důchodu a další peněžité důchody, pokud poškození zdraví vedlo ke snížení výdělkových možností poškozeného. Jestliže dojde k usmrcení, náleží pozůstalým jednorázová peněžitá náhrada, dále náhrada přiměřených nákladů spojených s pohřbem a opětující se náklady na jejich výživu. Výše jednorázových náhrad za bolest a za ztížení společenského uplatnění byla dříve určena vyhláškou Ministerstva zdravotnictví č. 440/2001 Sb. (resp. před ní č. 32/1965 Sb.), která však byla k 1. lednu 2014 zrušena a nově tak jejich výše závisí jen na úvaze soudce (v případě náhrady újmy na zdraví vzniklé v důsledku pracovního úrazu nebo nemoci z povolání se však použije nařízení vlády č. 276/2015 Sb., u příslušníků bezpečnostních sborů ovšem vyhláška č. 277/2015 Sb. a u vojáků z povolání vyhláška č. 346/2015 Sb.). Zákon pro jejich určení, podobně jako v případě jednorázových náhrad pozůstalým, stanoví pouze kritérium plného vyvážení vytrpěných bolestí a dalších nemajetkových újem, resp. kritérium zásad slušnosti. Nejvyšší soud nicméně v zájmu zachování právní jistoty a očekávatelnosti soudního rozhodování podle § 13 občanského zákoníku připravil nezávaznou metodiku pro určení bolestného a náhrady za ztížení společenského uplatnění, publikovanou pod č. 63/2014 Sbírky soudních rozhodnutí a stanovisek, která je zároveň dostupná na webových stránkách soudu a která stanoví podrobný postup pro jejich výpočet.

## Promlčení
Nárok na náhradu újmy se promlčuje za tři roky ode dne, kdy se poškozený dozví o škodě a o tom, kdo za ni odpovídá (tzv. subjektivní promlčecí lhůta). Nejpozději se však nárok na náhradu promlčí za deset let ode dne, kdy ke škodě došlo (tzv. objektivní promlčecí lhůta), v případě úmyslně způsobené škody až za 15 let. K promlčení tedy dojde uplynutím buď subjektivní, nebo objektivní lhůty, podle toho, která z nich uplyne jako první. I po promlčení nároku na náhradu újmy se však případné obohacení škůdce považuje za bezdůvodné a má povinnost jej vydat.
Pokud v promlčecí lhůtě není nárok na náhradu újmy uplatněn (podána žaloba u soudu) a později žalovaná osoba promlčení namítne, nemůže soud nárok přiznat. Pokud je ve lhůtě doručena žaloba soudu a žalobce v řízení řádně pokračuje, lhůta po dobu trvání řízení neběží (tzv. stavení lhůty).

## Škoda v trestním právu
Výše škody způsobené na majetku má význam v trestním právu, neboť při splnění dalších podmínek trestní odpovědnosti určuje, zda se jedná o trestný čin v jeho základní skutkové podstatě, případně zda odůvodňuje použití vyšší trestní sazby (kvalifikovaná skutková podstata). V § 138 českého trestního zákoníku jsou relevantní výše škod označovány obecnými pojmy:
- škoda nikoli nepatrná
- škoda nikoli malá
- větší škoda
- škoda značná
- škoda velkého rozsahu

Do 30. června 1990 byly výše relevantních škod stanoveny pouze judikaturou (např. rozhodnutí publikovaná pod č. 36/1962, 39/1962, 21/1964 a 35/1964 Sbírky rozhodnutí a sdělení soudů ČSSR). Při škodě do částky 1 500 Kčs se jednání nepovažovalo za trestný čin, ale pouze za přečin ve smyslu zákona č. 150/1969 Sb., při škodě do částky 100 Kčs se nejednalo ani o přečin, pokud okolnosti případu nezvyšovaly nebezpečnost činu pro společnost.
1. července 1990 nabyl účinnosti zákon č. 175/1990 Sb., který novelizoval trestní zákon a který nahradil volné stanovení výše relevantních škod judikaturou jejich pevným vymezením v trestním zákoně a výkladovém nařízení vlády. V obecné části trestního zákona byl v ustanovení § 89 zakotven obsah obecných pojmů, a to jako určitý násobek nejnižší měsíční mzdy určené pro účely trestního zákona nařízením vlády č. 258/1990 Sb. Později došlo ke změně jak výše násobků v § 89 trestního zákona, tak i výše minimální měsíční mzdy (z původní částky 1 600 Kčs na 2 000 Kčs/Kč). Od 1. ledna 2002, kdy nabyla účinnosti další novela trestního zákona provedená zákonem č. 265/2001 Sb., byly výše relevantních škod vymezeny konkrétní částkou přímo v ustanovení § 89 odst. 11 trestního zákona. V nově přijatém trestním zákoníku nedošlo až do roku 2020 ke změně ve vymezení těchto rozhodných částek (§ 138 odst. 1).
|                       | do 30. 6. 1990 | od 1. 7. 1990 do 28. 11. 1991 | od 29. 11. 1991 do 31. 10. 1994 | od 1. 11. 1994 do 31. 12. 2001 | od 1. 1. 2002 do 30. 9. 2020 | od 1. 10. 2020 |
| --------------------- | -------------- | ----------------------------- | ------------------------------- | ------------------------------ | ---------------------------- | -------------- |
| škoda nikoli nepatrná |                | 800                           | 1 000                           | 2 000                          | 5 000                        | 10 000         |
| škoda nikoli malá     |                | 4 800                         | 6 000                           | 12 000                         | 25 000                       | 50 000         |
| větší škoda           | 5 000          | 16 000                        | 20 000                          | 40 000                         | 50 000                       | 100 000        |
| škoda značná          | 20 000         | 80 000                        | 100 000                         | 200 000                        | 500 000                      | 1 000          |
| škoda velkého rozsahu |                | 400 000                       | 500 000                         | 1 000                          | 5 000                        | 10 000         |

Jestliže byla újma způsobena trestným činem, může poškozený v rámci tzv. adhezního řízení podle § 43 trestního řádu nejpozději v hlavním líčení před zahájením dokazování požádat, aby trestní soud v odsuzujícím rozsudku uložil pachateli činu povinnost způsobenou újmu nahradit v penězích. Soud návrhu alespoň částečně vyhoví a ve zbytku uplatněného nároku, případně zcela poškozeného ve smyslu § 229 trestního řádu odkáže na řízení ve věcech občanskoprávních, pokud podle výsledků dokazování není pro takové rozhodnutí podklad či pokud by bylo nutné provádět další dokazování, které by ale trestní řízení podstatně protáhlo.